# Exposition nationale suisse de 1964
L'exposition nationale suisse de 1964, appelée Expo 64 s'est déroulée à Lausanne, et plus particulièrement à Vidy et à la Vallée de la Jeunesse, du 30 avril au 25 octobre 1964.
Le président de l'Expo 64 était Gabriel Despland, l'architecte en chef était Alberto Camenzind, le directeur administratif était Edmond Henri, et le directeur financier était Paul Ruckstuhl. Le syndic de Lausanne, également membre du comité de direction, était Georges-André Chevallaz.

## Secteurs
Il y avait huit secteurs à l'Expo 64.
- La Voie Suisse. Le centre névralgique de l'Expo 64. Ce secteur invite à une méditation sur la Suisse, son histoire, son système politique, ses valeurs culturelles, ses doutes et ses espoirs pour l'avenir.
- L'art de vivre. Il présente les ressources dont dispose l'homme des années 1960, qu'il s'agisse du milieu ambiant, du mode de vie ou de la satisfaction d'aspirations spirituelles.

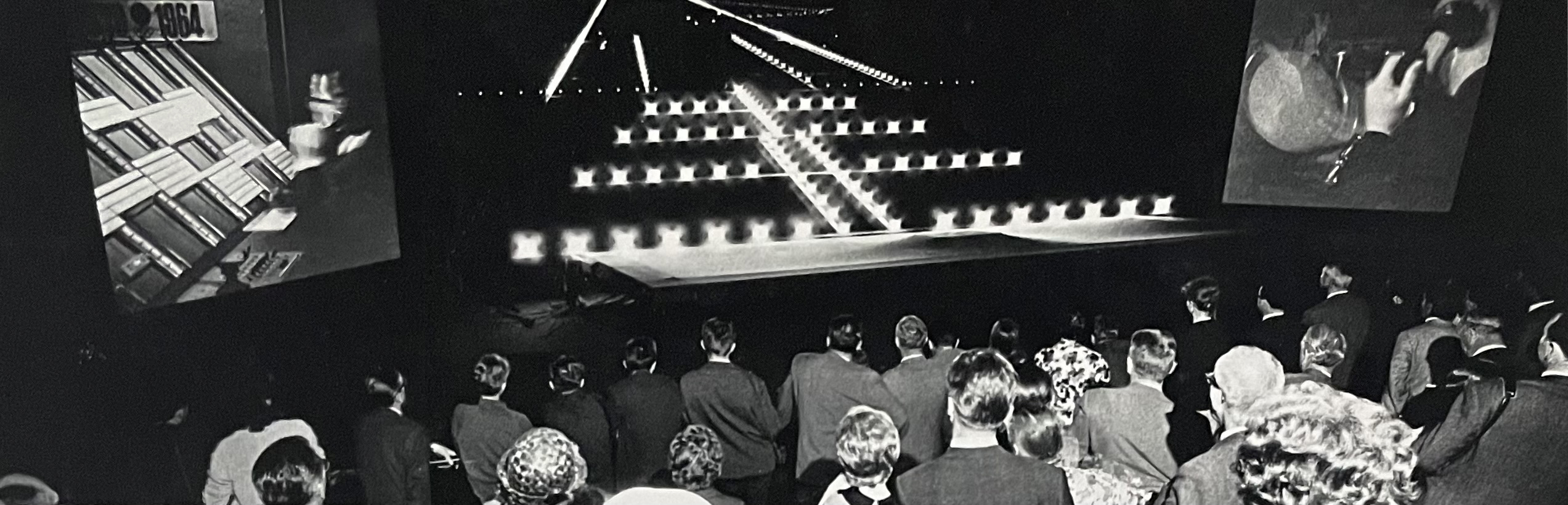
Installation immersive - Pavillon des communications et transports

- Communications et transports. Ce secteur aborde le thème du développement des communications et des transports et ses conséquences sur l'aménagement du territoire.
- Industrie et artisanat. Ce secteur offre un panorama des mutations industrielles et artisanales intervenues en Suisse depuis 1945.
- Les échanges. Le secteur des échanges met en balance les richesses de la Suisse par rapport aux importations afin de souligner le rayonnement mondial de l'économie helvétique aussi libre que libérale.
- Terre et la forêt. Ce secteur met en scène, avec ses nombreux arbres, la forêt suisse. Des fermes modèles, reconstituées avec bétail, production de lait ou de vin attirent les visiteurs citadins.
- Le port. Le secteur du port représente le centre de divertissement de l'exposition, avec des restaurants, des cafés, des boutiques, des discothèques, des forains.

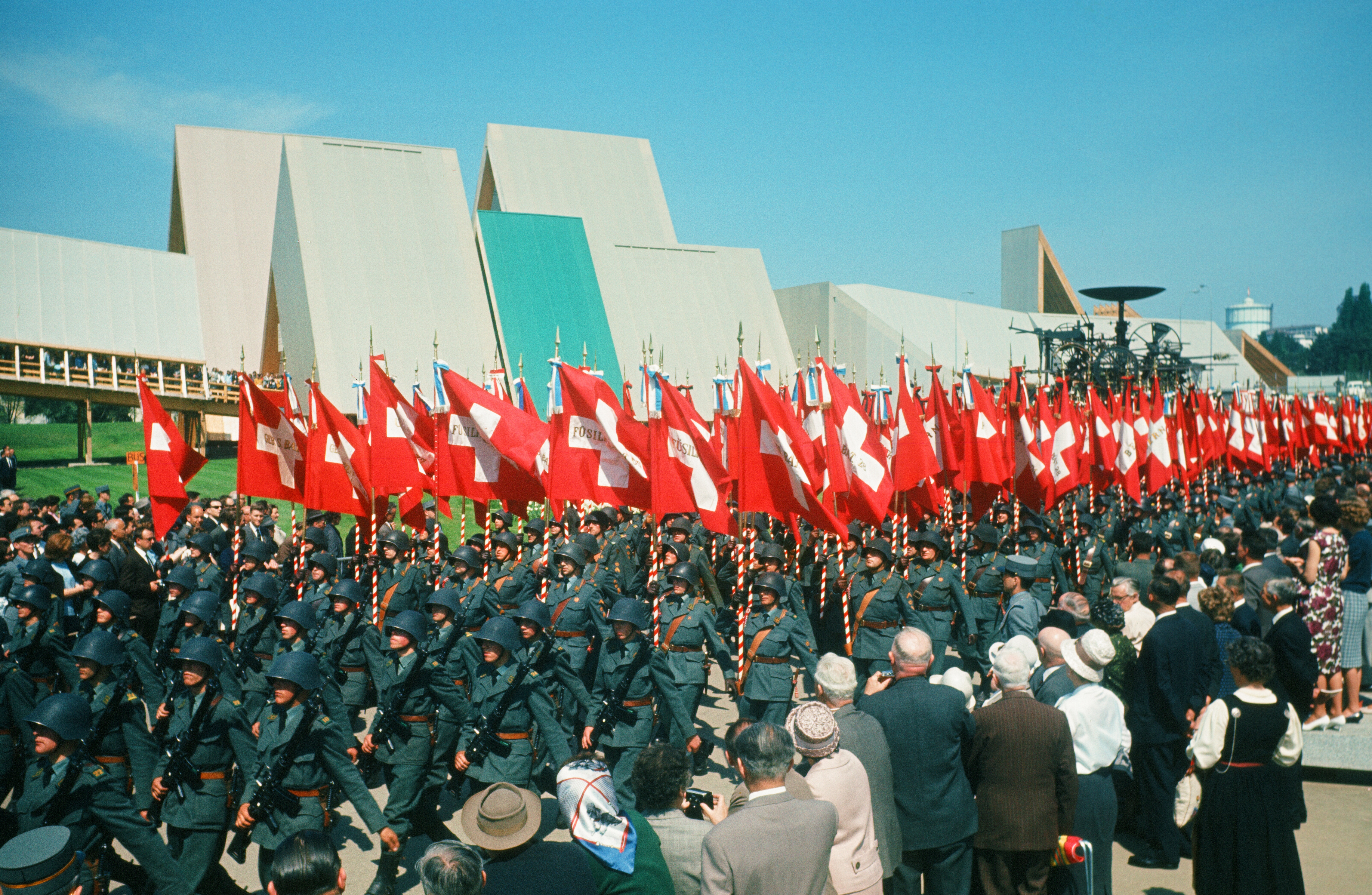
Défilé de l'armée suisse

- La Suisse vigilante. Le secteur de l'armée suisse, qui cherche à démontrer l'aptitude qu'a la Suisse à se défendre et les moyens sur lesquels elle peut compter.

## Attractions
Liste des principales attractions :
- La « symphonie des échanges ». Une symphonie jouée par des appareils et machines
- Un monorail du constructeur Von Roll. Il fait suite au « télécanapé »
- Le mésoscaphe Auguste Piccard, construit par Jacques Piccard. Un sous-marin touristique.
- La tour « Spiral », haute de 101 m, une attraction de type tour d'observation du constructeur Von Roll
- « Un jour en Suisse », une enquête sociologique. « Gulliver »
- Les films d'Henry Brandt : « La Suisse s’interroge », cinq films de 3 minutes
- La représentation de la pièce Les cannibales de Jacques Aeschlimann par la troupe des Baladins au Théâtre de l'Expo[4]

## Un jour en Suisse, (Le carnet de Gulliver), résultats censurés
Un jour en Suisse, "Le carnet de Gulliver" fut une enquête sociologique dont les résultats furent censurés en raison des réponses des participants qui embarrassaient le Conseil fédéral.
Ce questionnaire était une idée du metteur en scène Charles Apothéloz. La rédaction du questionnaire, à laquelle ont participé notamment Maurice Cardinaux, Pierre Centlivres, Hans-Luzius Sentis, n’est finalisée qu’après treize versions. Les interventions du délégué du Conseil fédéral, Hans Giger, extrêmement conservateur, en sont la cause, avec le conseiller fédéral Hans Schaffner,.
L'entreprise informatique IBM avait conçu un programme spécial pour traiter les questionnaires. Bob Dunkel et Arthur-Félix Zuber furent notamment les concepteurs du programme.
Sur 12 millions de visiteurs de l'exposition, 580 000 personnes répondirent au questionnaire. Des résultats partiels de ce questionnaire furent conservés et retrouvés aux archives de la ville de Lausanne. Il s'agissait d'un document qui portait sur les réponses de 134 255 questionnaires, au 15 juin 1964.  
L'émission Temps présent de la Radio télévision suisse est revenue sur cet épisode en 1998, et durant leur enquête, les journalistes ont retrouvé des microfilms portant sur une préenquête antérieure au questionnaire, et ayant servi de base pour la rédaction de ce dernier. Ces microfilms se trouvaient à l'université de Buffalo aux États-Unis. C'est le professeur Navoll, passionné par les pays multilingues, qui avait demandé à Charles Apothéloz de lui fournir une copie sur microfilm de cette préenquête. Dans toute cette affaire de censure, Charles Apothéloz, voyait plus un problème de conformisme de la part des autorités, qu'une atteinte aux libertés des citoyens suisses.

## Vestiges de l'Expo
Il ne reste plus guère de vestiges de l'Expo 64, mais de rares éléments subsistent encore : 
- Le Théâtre de Vidy
- Esplanade des Trois Suisses
- Les structures en béton de la Vallée de la Jeunesse et la place de jeux
- La Voile d'Or
- Le petit train de Vidy
- La Place de Granit "La Terre et la Forêt"[11]
- La Fontaine de Cuivre (fontaine à la gloire de l'eau)[12]
- Le monorail du constructeur Von Roll n'est plus présent en Suisse. Une portion de celui-ci a été transférée dans le parc d'attractions britannique Pleasure Beach, Blackpool et une autre portion fut réutilisée pour constituer trois parcours du Minirail (en) de l'Exposition universelle de 1967 à Montréal (constitution d'un réseau de transport qui quadrillait les îles Notre-Dame et Sainte-Hélène afin de  pour déplacer les visiteurs à l’intérieur du site).  Il est à noter que le tronçon situé dans la portion du parc d'attractions La Ronde[13],[14],[15], fut en fonction jusqu'à l'automne 2022.  Le démantèlement fut défendu par la vétusté des pièces de rechange et pour des motifs de sécurité des usagers. Grâce à l'implication d'une citoyenne montréalaise[16], on envisage maintenant de conserver l'exemplaire d'une trame au musée ferroviaire canadien Exporail[17] de Saint-Constant, en Montérégie. Il est cependant toujours possible de voir sur le site du parc d'attraction de la métropole québécoise, la tour « Spiral » du constructeur Von Roll, bien qu'elle ne soit plus accessible aux visiteurs depuis près d'une décennie.

## L'autoroute A1
L'autoroute A1 entre Genève et Lausanne fut construite en vue de l'ouverture de l'Expo 64 pour les visiteurs ainsi que le giratoire de la Maladière à Lausanne-Sud, fin de l'autoroute.